# Saranda (Tanzania)
Saranda è una circoscrizione rurale (rural ward) della Tanzania situata nel distretto di Manyoni, regione di Singida. Conta una popolazione di 9 115 abitanti (censimento 2012).